# Manny Ziener
Manny Ziener (Berlino, 5 ottobre 1887 – Berlino, 4 maggio 1972) è stata un'attrice tedesca.

## Biografia
Ha iniziato la sua carriera in teatro sin dagli anni '10, apparendo nel cinema dal 1912. Ha recitato quasi sempre in ruoli secondari sia in teatro che nel cinema sul genere di commedie. Negli anni '20 era esclusivamente un'attrice di teatro, tornando poi negli anni '30 nel cinema come attrice non protagonista e lavorando anche per la radio. Era la moglie dell'attore Bruno Ziener.

## Filmografia

### Cinema
- Die Mauritiusmarke, regia di Rudolf Del Zopp (1912)
- Die Dame in Schwarz, regia di Rudolf Del Zopp - cortometraggio (1912)
- Richard Wagner, regia di Carl Froelich (1913)
- Hurra! Einquartierung!, regia di Franz Hofer - cortometraggio (1913)
- Zwei Tage im Paradies, regia di Danny Kaden - cortometraggio (1913)
- Die schwarze Kugel oder Die geheimnisvollen Schwestern, regia di Franz Hofer - cortometraggio (1913)
- Das Eiserne Recht (1913)
- Wer ist der Täter?, regia di Franz Hofer (1913)
- Ein medizinisches Rätsel, regia di Franz Hofer (1913)
- Aus eines Mannes Mädchenzeit, regia di Siegfried Dessauer - cortometraggio (1913)
- Leben um Leben, regia di Rudolf Meinert (1914)
- Fräulein Leutnant, regia di Carl Wilhelm (1914)
- La grande peccatrice (Die große Sünderin), regia di Curt A. Stark (1914)
- Ihr Sklave - cortometraggio (1914)
- Die Statue, regia di Ernst Reicher (1914)
- Das Vaterland ruft - cortometraggio (1914)
- Schipp schipp hurrah!, regia di William Karfiol - cortometraggio (1915)
- Er rechts, sie links, regia di Robert Wiene - cortometraggio (1915)
- Eine Liebesgabe, regia di Rudolf Del Zopp - cortometraggio (1915)
- Ein Erbe wird gesucht, regia di Joseph Delmont (1915)
- Meyer und Meier oder Die Kunststopferin, regia di Rudolf Del Zopp - cortometraggio (1915)
- Sein erstes Kind, regia di Rudolf Del Zopp - cortometraggio (1915)
- Die Austernperle, regia di Rudolf Del Zopp - cortometraggio (1915)
- Der Krieg brachte Frieden (1915)
- Die zerbrochene Puppe, regia di Hans Oberländer - cortometraggio (1915)
- Unverstanden - Die Tragödie eines Kindes, regia di Hanna Henning (1915)
- Reservist Pannemann - cortometraggio (1915)
- Onkels Erbe, regia di Hanna Henning - cortometraggio (1915)
- Lottekens Feldzug, regia di Bruno Ziener (1915)
- Liebe und Alkohol, regia di Josef Coböken (1915)
- Er soll dein Herr sein oder - In der eigenen Schlinge gefangen, regia di Rudolf Del Zopp (1915)
- Die Enterbten, regia di Joseph Delmont (1915)
- Sondi's dunkler Punkt, regia di Ludwig Czerny - cortometraggio (1916)
- Ein Toller Abend, regia di Franz Schmelter - cortometraggio (1916)
- Der Millionenschuster, regia di Franz Schmelter (1916)
- John Rool, regia di Rudolf Meinert (1916)
- Die Laune einer Modekönigin, regia di Felix Basch (1916)
- Und das Blatt wendet sich, regia di Preben J. Rist - cortometraggio (1916)
- Ein goldenes Geschäft, regia di Rudolf Del Zopp - cortometraggio (1916)
- Homunkulieschen, regia di Franz Schmelter - cortometraggio (1916)
- Susanne im Bade. Die Badekönigin, regia di Walter Schmidthässler - cortometraggio (1916)
- Familie Möllmann, regia di Franz Schmelter - cortometraggio (1916)
- Zaubertropfen, regia di Georg Victor Mendel (1916)
- Ein Unfreiwilliger Verbrecher (1916)
- Der Schloßschrecken, regia di Walter Schmidthässler (1916)
- Der Handwerksbursche, regia di Walter Schmidthässler - cortometraggio (1916)
- Aus eines Mannes Mädchenjahren, regia di Karl Grune e Paul Legband (1919)
- Die Stunde nach Mitternacht, regia di Bruno Ziener (1920)
- S. M., der Reisende, regia di Paul Heidemann - cortometraggio (1920)
- Eine Frau mit Vergangenheit, regia di Bruno Ziener (1921)
- Betrogene Betrüger, regia di Bruno Ziener (1921)
- Miss Venus, regia di Ludwig Czerny (1921)
- Die Herren vom Maxim, regia di Carl Boese (1933)
- Der blaue Diamant, regia di Kurt Blachy (1935)
- Eine Seefahrt, die ist lustig, regia di Alwin Elling (1935)
- Trau - schau - wem. Ein Kriminalfall aus dem Jahre 1933, regia di Alwin Elling - cortometraggio (1936)
- Onkel Bräsig, regia di Erich Waschneck (1936)
- Maria, die Magd, regia di Veit Harlan (1936)
- Mit Vollgas in die Ehe, regia di Carl Hoffmann - cortometraggio (1936)
- Karo König, regia di Carl Heinz Wolff - cortometraggio (1936)
- Ein Mannsbild muss her, regia di Hans Morschel - cortometraggio (1936)
- Die Hochzeitsreise, regia di Eduard von Borsody - cortometraggio (1936)
- Gabriele: eins, zwei, drei, regia di Rolf Hansen (1937)
- Der Lachdoktor, regia di Fred Sauer (1937)
- Meine Freundin Barbara, regia di Fritz Kirchhoff (1937)
- Verso l'amore (Die Reise nach Tilsit), regia di Veit Harlan (1939)
- Tra Amburgo e Haiti (Zwischen Hamburg und Haiti), regia di Erich Waschneck (1940)
- Nora, regia di Harald Braun (1944)
- Die Jahre vergehen, regia di Günther Rittau (1945)
- Oberwachtmeister Borck, regia di Gerhard Lamprecht (1955)

#### Televisione
- Pension Spreewitz – serie TV, episodi 1x8 (1964)